# Banco Estatal de Pakistán
El Banco Estatal de Pakistán (en inglés: State Bank of Pakistan; en urdu:  بینک دولت پاکستان) es el banco central de Pakistán.

## Historia
Antes de la independencia, el 14 de agosto de 1947, durante el régimen colonial británico, el Banco de la Reserva de la India era el banco central de India y Pakistán. El 30 de diciembre de 1948, la comisión del gobierno británico distribuyó las reservas del Banco de Reserva de la India entre Pakistán e India.
Las pérdidas incurridas en la transición a la independencia, la pequeña cantidad tomada de la parte de Pakistán (un total de 230 millones). En mayo de 1948, Muhammad Ali Jinnah tomó medidas para establecer el Banco Estatal de Pakistán inmediatamente. Estos se implementaron en junio de 1948, y el Banco Estatal de Pakistán comenzó a funcionar el 1 de julio de 1948.
En virtud de la Orden del Banco del Estado de Pakistán de 1948, el banco estatal de Pakistán tenía el deber de "regular el tema de los billetes bancarios y el mantenimiento de las reservas con miras a garantizar la estabilidad monetaria en Pakistán y, en general, operar el sistema monetario y crediticio de Pakistán a su ventaja ".
Inicialmente, un gran porcentaje del banco estatal fue financiado por familias industriales, promovidas por Muhammad Ali Jinnah. Asignarían un porcentaje de sus ganancias anuales al funcionamiento del banco. En particular, la familia Valika destinaría la mayor parte de estos aportes, desde septiembre de 1947, cuando el Quaid sentó las bases de la primera fábrica textil de Pakistán, Valika Textile Mills.
Una gran parte de los deberes del banco estatal se amplió cuando se introdujo la "Ley del Banco del Estado de Pakistán" de 1956. Exigía que el banco estatal "regulara el sistema monetario y de crédito de Pakistán y fomentara su crecimiento en el mejor interés nacional con miras a garantizar la estabilidad monetaria y una mayor utilización de los recursos productivos del país". En febrero de 1994, el Banco del Estado recibió plena autonomía durante las reformas del sector financiero.
El 21 de enero de 1997, esta autonomía se fortaleció aún más cuando el gobierno emitió tres Ordenanzas de Enmienda (que fueron aprobadas por el Parlamento en mayo de 1997). Se incluyeron la "Ley del Banco del Estado de Pakistán" de 1956, la "Ordenanza de las empresas bancarias" de 1962 y la "Ley de nacionalización de los bancos" de 1974. Estos cambios otorgaron plena y exclusiva autoridad al Banco del Estado para regular el sector bancario, llevar a cabo una política monetaria independiente y establecer un límite a los préstamos del gobierno del Banco Estatal de Pakistan. Las enmiendas a la "Ley de Nacionalización de Bancos" trajeron el fin del "Consejo Bancario de Pakistán" (una institución establecida para ocuparse de los asuntos del banco) y permitieron que los trabajos del consejo fueran nombrados para los Directores Ejecutivos, Juntas de los Bancos Comerciales Nacionalizados y las Instituciones de Financiamiento para el Desarrollo. El Banco del Estado tiene un rol en su nombramiento y remoción. Las enmiendas también aumentaron la autonomía y la responsabilidad de los directores ejecutivos, los consejos de administración de los bancos y las Instituciones de Financiamiento para el Desarrollo.

## Funciones
El banco también realiza las funciones tradicionales y de desarrollo para alcanzar los objetivos macroeconómicos . Las funciones tradicionales pueden clasificarse en dos grupos:
- 1) Las funciones primarias incluyen una emisión de pagarés, regulación y supervisión del sistema financiero, banco bancario, prestamista de última instancia, banquero para el gobierno y conducción de la política monetaria.
- 2) Las funciones secundarias, incluida la función de la agencia, como la gestión de la deuda pública, la gestión de divisas, etc., y otras funciones como asesorar al gobierno en asuntos de política y mantener relaciones estrechas con instituciones financieras internacionales.

Las funciones no tradicionales o de promoción, realizadas por el Banco del Estado incluyen el desarrollo de un marco financiero, la institucionalización del ahorro y la inversión, la provisión de facilidades de capacitación a los banqueros, y la provisión de crédito a los sectores prioritarios. El Banco Estatal también ha estado jugando un papel activo en el proceso de islamización del sistema bancario.
El Banco promueve activamente la política de inclusión financiera y es un miembro destacado de la Alianza para la Inclusión Financiera. También es una de las 17 instituciones reguladoras originales para hacer compromisos nacionales específicos para la inclusión financiera bajo la "Declaración Maya" durante el Foro de Política Global 2011 celebrado en México.